# Pomnik Oświęcimski w Opocznie
Pomnik Oświęcimski w Opocznie – symboliczna mogiła wszystkich osób, które zostały zamordowane w więzieniach i obozach koncentracyjnych podczas II wojny światowej i nie mają własnych grobów lub nie wiadomo, gdzie są pochowane.
Inicjatorami wzniesienia pomnika byli członkowie rodzin mieszkańców Ziemi Opoczyńskiej pomordowanych w więzieniach i obozach koncentracyjnych podczas II wojny światowej. Pomnik powstał w kwietniu 1945 r. Wykonawcą był Marcin Szczegielniak z Żarnowa. Ma on formę kamiennego obelisku wysokości ok. 2 m. stojącego na jednostopniowym podwyższeniu. W centralnej części, w niszy pomnika, umieszczono urnę z prochami przywiezionymi z terenu hitlerowskiego obozu zagłady w Oświęcimiu. Wyżej znajduje się inskrypcja „Cześć bohaterom miasta i powiatu opoczyńskiego pomordowanych przez siepaczy hitlerowskich w więzieniach i obozach koncentracyjnych”. W dolnej części obelisku umieszczono podpis „Żony, mężowie, dzieci, rodziny i koledzy”.
Pomnik odnowiono w 2007 r.